# FK FAP
FK FAP srbijanski je nogometni klub iz Priboja, a trenutno se natječe u Srpskoj ligi Zapad, trećem natjecateljskom rangu srpskog nogometa. Klub je osnovan 1955. godine, a najveće uspjehe postigao je u 1970-ima kada je igrao u Drugoj saveznoj ligi Jugoslavije.
Ime dolazi od Fabrike automobila Priboj ili skraćeno FAP, koji je najveći srpski proizvođač kamiona i autobusa osnovan 1953. godine.

## Povijest
Osnovan je 1955. godine. Prva utakmica kluba odigrana je 14. svibnja 1955. protiv Rudara iz Pljevlje. U prvom meču za FAP nastupili su Zdravko Gazdicć, Emin Šehicć, Zahir Hulić, Murat Hasanagić, Behudin Šulović, Vejsil Hodžić, Fetko Bajrović, Mujica Salkanović i Kadro Džidić. Domaći su slavili 4:3. Klub se ubrzo plasirao u Kragujevačku zonu (treći rang) i tu je igrao do sezone 1969./70., kada se plasirao u Drugu saveznu ligu Jugoslavije.
U Drugoj ligi natjecali su se tri sezone zaredom, a najbolji plasman ostvarili su u sezoni 1971./72., kada su osvojili 8. mjesto. Zbog promjene sustava natjecanja FAP je nakon osvojenog 11. mjesta ispao iz lige (s 10. na 18. mjesto su ispali). U Drugu ligu ponovno se vraćaju u sezoni 1976./77. i u njoj ostaju dvije sezone.
Nakon raspada Jugoslavije uglavnom igraju u trećoj i četvrtoj natjecateljskoj razini srpskog nogometa.

## Uspjesi
Srpska nogometna liga (3. rang)
- 1969./70., 1975./76.

## Vanjske poveznice
- Profil na srbijasport.net